# ماهر رجا
ماهر رجا شاعر وكاتب و إعلامي فلسطيني.

## حياته
ولد في سوريا عام 1961 لعائلة فلسطينية من قرية إجزم قضاء حيفا، وهو شاعر ومسرحيّ وإذاعيّ وصحافيّ يكتب المقالة السّياسيّة، يعيش ويعمل في سورية ، يحمل إجازةً في الأدب الإنجليزي من جامعة دمشق، وهو عضو اتحاد الكتاب والصحفيين الفلسطينيين. 

## مؤلفاته في الشعر
- هواجس الفتى الغافي (1991).
- العربات (1994).
- الغريب وأنا (2007).[3]

## مؤلفاته في المسرح
- صمت ابن آوى (1997).
- الطوق.

## في الإذاعة
برنامج (محطات على الورق) على إذاعة القدس (2012).

## جوائز
- جائزة سعاد الصباح ودار ابن خلدون عن ديوان (هواجس الفتى الغافي).
- جائزة الشارقة للإبداع عن مسرحية (صمت ابن آوى).